# Sandneshamn
Sandneshamn est une localité du comté de Troms, en Norvège.

## Géographie
Administrativement, Sandneshamn fait partie de la kommune de Tromsø.